# Ferdinand Haug

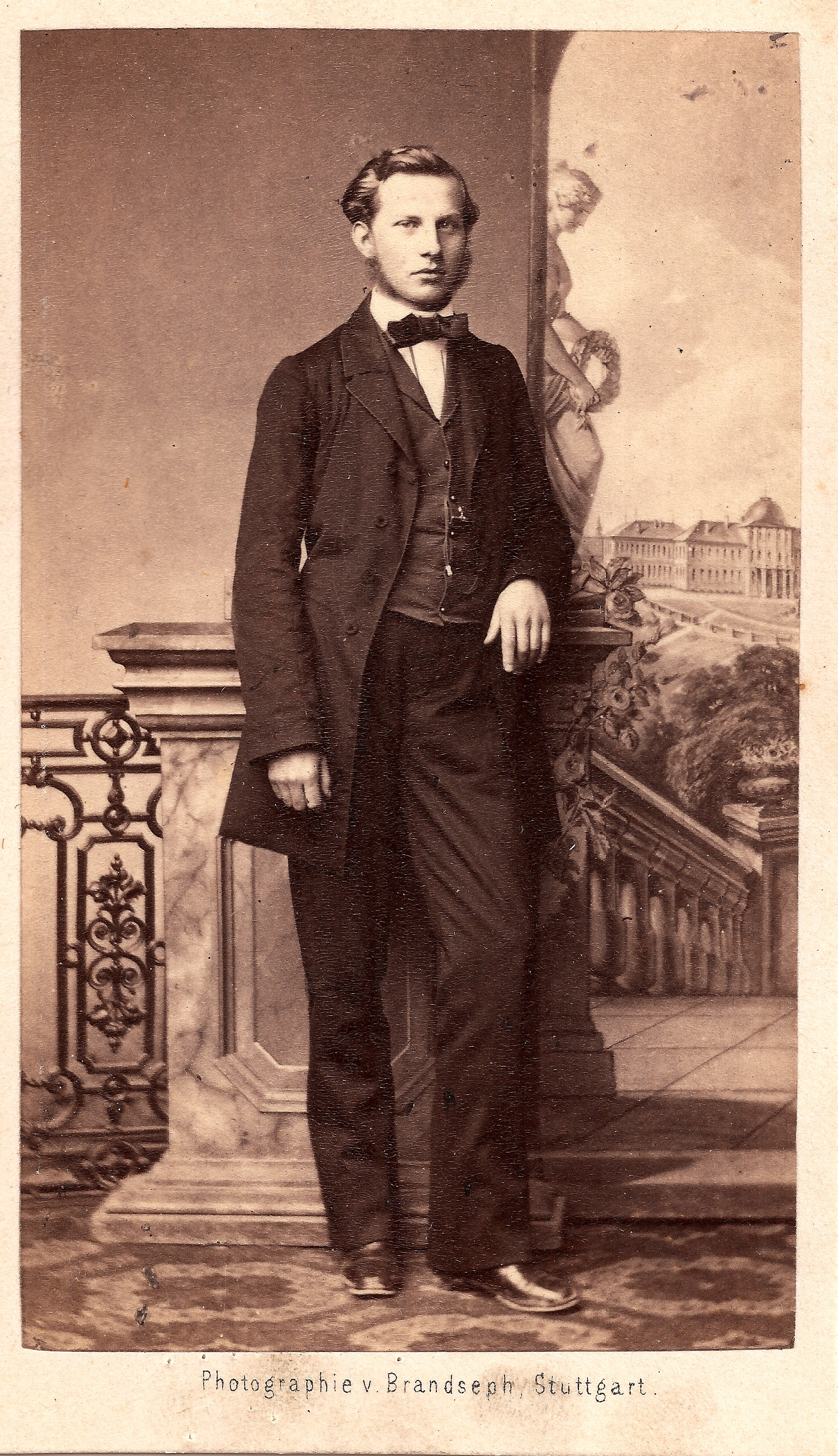
Ferdinand Haug auf einer Fotografie von Friedrich Brandseph um 1865

Ferdinand Friedrich Ludwig Haug (* 21. Dezember 1837 in Sindelfingen, Königreich Württemberg; † 21. Juni 1925 in Stuttgart, Volksstaat Württemberg) war ein württembergischer Altertumswissenschaftler, Archäologe und Altphilologe. Haug wurde Lehrer der klassischen Sprachen am Großherzoglichen Gymnasium Mannheim bis zu seiner Pensionierung. Er war Forscher auf dem Gebiet Römischer Funde am Limes. Die Stadt Mannheim war sein Lebensmittelpunkt geworden.

## Familie
Ferdinand Haug war der Sohn von Ferdinand Haug senior (1807–1864), Dekan in Leonberg seit 1843, und seiner Ehefrau Charlotte, geborene Faber (1816–1902). Er war ein Enkel von Gottlob Friedrich Haug und dessen Ehefrau Juliane Luise Märklin und ein Neffe des Historikers Carl Friedrich Haug. Er hat zahlreiche Vorfahren aus der Württembergischen Ehrbarkeit. So war er auch ein Nachkomme des Reformators Johannes Brenz. Haugs Mutter Charlotte war eine Cousine der Schriftstellerin Ottilie Wildermuth.
Ferdinand Haug junior vermählte sich am 4. Februar 1867 in Reutlingen mit Klothilde Rall (1842–1898). In der Ehe kamen vier Kinder zur Welt, die Töchter Emilie (1868–1943) und Helene (1870–1958) und die Söhne Alfred (1873–1929) und Wilhelm (1882–1901). Der Sohn Alfred Haug studierte Rechtswissenschaften in Heidelberg und Berlin und war deutscher Konsul in Sansibar.

## Leben

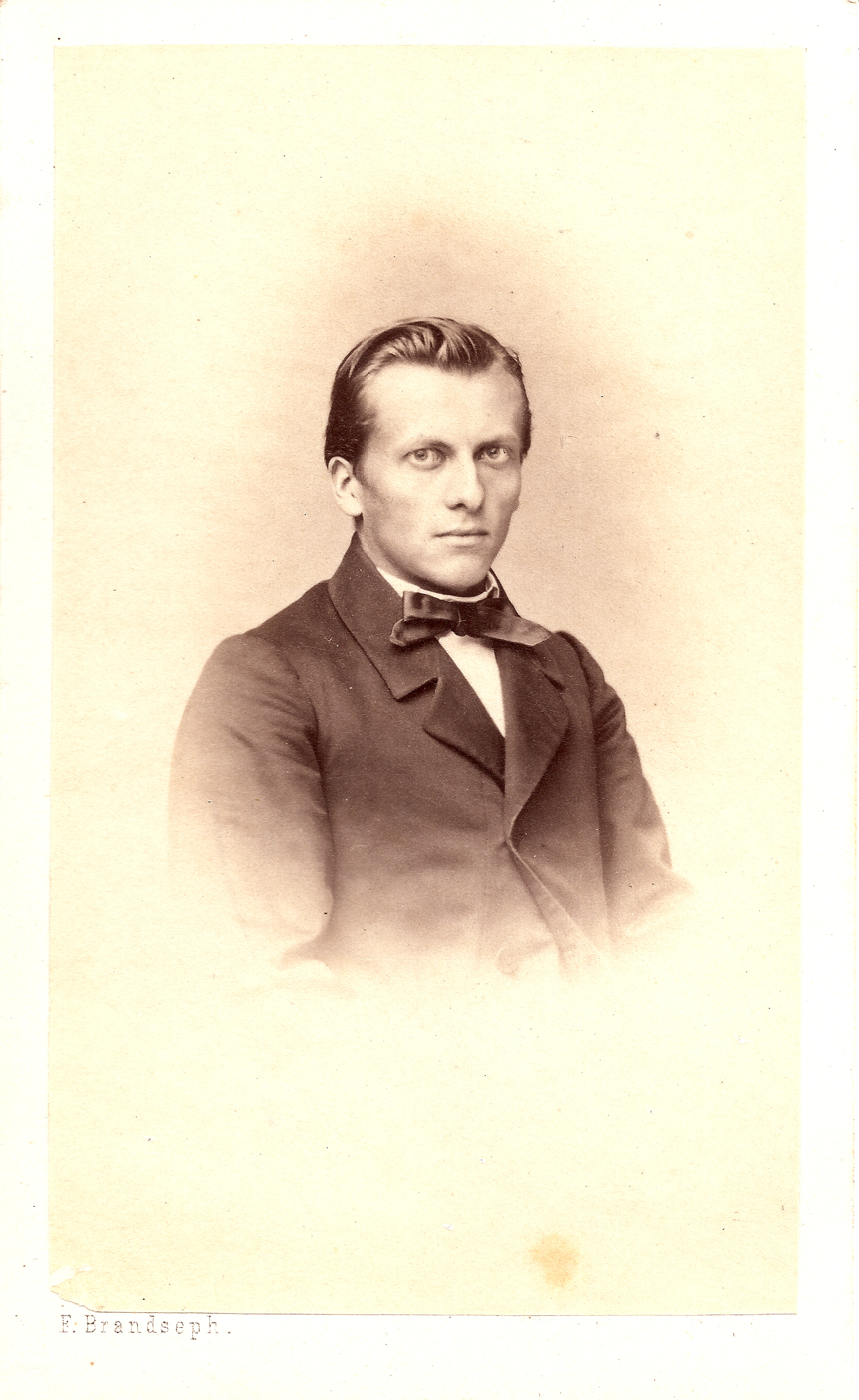
Ferdinand Haug auf einer Fotografie von Friedrich Brandseph

Ferdinand Haug studierte zunächst von 1855 bis 1859 evangelische Theologie an der Universität Tübingen und war Stipentiat des Evangelischen Stifts, von 1859 bis 1861 studierte er Philologie in Tübingen, Berlin und Bonn. Nach seinen ersten Berufsjahren als Geistlicher in Württemberg (1861 Vertretung in Reutlingen, 1863 Repetent am Evangelischen Stift in Tübingen, 1867 Diakon in Weinsberg) wurde Haug 1873 Lehrer am Großherzoglichen Gymnasium in Mannheim. 1876 ging er als Schuldirektor an das Gymnasium in Konstanz, ehe er 1881 in gleicher Funktion nach Mannheim zurückkehrte. 1906 trat er in den Ruhestand. In Konstanz vertrat er das Großherzogtum Baden im Vorstand des Vereins für Geschichte des Bodensees und seiner Umgebung. In Mannheim betreute er auch das Großherzogliche Antiquarium und war Vorstandsmitglied des Altertumsvereins. 1900 wurde Haug der Titel Geheimer Hofrat verliehen, 1917 der Titel Geheimrat.
Gemeinsam mit Gustav Sixt publizierte Ferdinand Haug das Buch Die römischen Inschriften und Bildwerke Württembergs (1. Auflage 1900, 2. Auflage mit Peter Goessler 1914). Haug verfasste ebenso Artikel für Paulys Realencyclopädie der classischen Altertumswissenschaft.
Nach seiner Pensionierung wurde Ferdinand Haug 1906 von der Ruprecht-Karls-Universität Heidelberg die Ehrendoktorwürde für seine Verdienste um die Erforschung der badischen und württembergischen Frühgeschichte verliehen. Der Mannheimer Altertumsverein ernannte Haug zu seinem Ehrenmitglied.
Ferdinand Haug verstarb in Stuttgart, wohin er 1909 nach seinem aktiven Berufsleben gezogen war und im Hause seiner Tochter lebte; er erreichte das hohe Alter von 88 Lebensjahren. Es war Haugs ausdrücklicher Wunsch in Mannheim, der Stätte seines Wirkens als Gymnasiallehrer und Forscher, auf dem Hauptfriedhof zur Ruhe gebettet zu werden.

## Veröffentlichungen
- Die römischen Denksteine des Grossherzoglichen Antiquariums in Mannheim. Mannheim 1877 (Digitalisat).
- Arbon in römischer Zeit und die über Arbon führenden Römerstraßen. In: Schriften des Vereins für Geschichte des Bodensees und seiner Umgebung 10, 1880, S. 7–15 (Digitalisat)
- Der römische Grenzwall in Deutschland. Mannheim 1885.
- Die Viergöttersteine. In: Westdeutsche Zeitschrift für Geschichte und Kunst. Band 10, 1891, S. 9–162, 295–340.
- mit Gustav Sixt: Die römischen Inschriften und Bildwerke Württembergs. Kohlhammer, Stuttgart 1. Auflage 1900 (Digitalisat); 2. Auflage 1914; Nachdruck 1970.